# Liste des sénateurs de l'Aube

## Sénateurs de l'Aubesous laIIIeRépublique
- Amédée Gayot de 1876 à 1880
- Jean Masson de Mortefontaine de 1876 à 1885
- Émile Gayot de 1880 à 1909
- Antoine Tezenas de 1885 à 1896
- Eugène Rambourgt de 1896 à 1914
- Alphonse Renaudat de 1897 à 1930
- Henri Castillard de 1909 à 1927
- Louis Mony de 1920 à 1926
- Alexandre Israël de 1927 à 1937
- Raymond Armbruster de 1927 à 1945
- Victor Lesaché de 1930 à 1938
- René Converset de 1937 à 1945
- Fernand Monsacré de 1939 à 1944

## Sénateurs de l'Aube sous laIVeRépublique
- Gustave Alric de 1946 à 1959
- François Patenôtre de 1948 à 1959

## Sénateurs de l'Aube sous laVeRépublique
- Gustave Alric de 1959 à 1967
- François Patenôtre de 1959 à 1971
- Henri Terré de 1968 à 1978
- Pierre Labonde de 1971 à 1981
- Jean David de 1978 à 1980
- Robert Galley de septembre à novembre 1980
- Henri Portier de 1980 à 1989
- Bernard Laurent de 1981 à 1994
- Philippe Adnot de 1989 à 2020
- Yann Gaillard de 1994 à 2014
- François Baroin de 2014 à 2017
- Évelyne Perrot depuis 2017
- Vanina Paoli-Gagin depuis 2020